# Mario Fernández Alcocer
Mario Alberto Fernández Alcocer (Sincelejo, 23 de mayo de 1979) es un político y abogado colombiano. Sus padres son Antonio Fernández Quessep y Mercedes Alcocer Rosa. Fernández tiene 5 hermanos, es bachiller del Gimnasio Los Robles, y abogado de la Corporación Educativa del Caribe

## Biografía
En 2008, obtuvo el título de abogado, por parte de la Corporación Universitaria del Caribe (CECAR). En el mismo año, contrae matrimonio con la administradora de empresas y actual Senadora Ana María Castañeda, con quien en la actualidad tiene dos hijos: Juan Mario Fernández Castañeda y Daniel Fernández Castañeda.
Su carrera política inició en 2008 con su elección como concejal de Sincelejo, con la votación más alta registrada en la historia de la ciudad para dicho cargo. Durante 4 años desde el Concejo, se destacó por liderar el tema de cobertura de servicios públicos y tarifas justas.
En las elecciones de 2014, Fernández Alcocer logró una cúrul en el senado de la república, como militante del Partido Liberal, allí se ubicó en la Comisión VI del Senado, donde se tratan los asuntos relacionados con: Comunicaciones, tarifas, calamidades públicas, funciones públicas y prestación de los servicios públicos; medios de comunicación, investigación científica y tecnológica; espectros electromagnéticos, órbita geoestacionaria, sistemas digitales de comunicación e informática, espacios aéreos, obras públicas y transporte, turismo, desarrollo turístico, educación y cultura.